# Peter Bloch (homme politique)
Peter Bloch (né le 30 mai 1900 à Berlin et mort le 20 juillet 1984) est un homme politique allemand (CDU).

## Biographie
Le père de Bloch est le libraire berlinois Ludwig Bloch (1859-1939), son frère aîné est le député berlinois et ancien de la ville de Berlin Werner Bloch (de) (1890-1973). Après le lycée, il étudie à l'Université technique de Berlin-Charlottenbourg et aux universités de Berlin et de Leipzig. Il obtient son doctorat en sciences politiques et travaille ensuite comme libraire d'édition. En 1938, il déménage avec sa famille de Berlin-Steglitz dans une maison familiale à Kleinmachnow. Il participe temporairement à la guerre et est promu de sous-officier à sergent en 1940. En 1943, il revient du service militaire à Kleinmachnow dans la maison individuelle au 46 Wolfswerder parce qu'il est "inapte au service militaire", mais est enrôlé dans le Volkssturm en 1945.
Après la fin de la Seconde Guerre mondiale, il est un membre dirigeant de la CDU dans la zone d'occupation soviétique de 1945 jusqu'à son expulsion en 1950. De 1946 à avril 1950, il est député du parlement de l'État de Brandebourg (de), où il est secrétaire et, à partir de février 1948, président du comité pour la reconstruction, la santé et les personnes déplacées. De mai 1947 à mars 1950, il est assesseur et vice-président de la CDU Brandebourg. De juillet 1948 à mai 1949, il est également membre du 1er conseil populaire du SBZ (de). En mars 1950, il s'enfuit de Kleinmachnow pour Berlin-Ouest. À Kleinmachnow, il vit avec sa femme, son fils et sa fille dans leur propre maison avec un jardin, mais plus récemment au 14 Im Kamp et la famille est joignable, comme toute la localité, par le réseau téléphonique de Berlin.
De mars 1959 à 1965, il travaille comme maire de district dans le district de Steglitz. À partir de 1965, il occupe le poste de vice-président de l'Association d'État de Berlin de la Croix-Rouge allemande.
Peter Bloch est marié à Charlotte Linienbach, née en 1901. Le mariage produit deux enfants, Horst Peter (né en 1925) et Rosmarie (née en 1926). La fille Rosmarie termine son apprentissage de la librairie chez le libraire Ebert à Potsdam. Le fils Hans Peter Bloch (mort en 1994) devient historien de l'art et dirige la collection de sculptures des musées d'État de Berlin (de).
Peter Bloch décède peu après avoir célébré les noces de diamant (60 années). Sa dernière demeure ainsi que la tombe du fils Horst Peter – est situé au cimetière forestier de Zehlendorf.
La succession de Peter Bloch se trouve aux archives d'État de Berlin (de).

## Honneurs
- 1965 : Grand-Croix du Mérite de la République fédérale d'Allemagne
- 1983 : Baptême d'un lieu de rencontre pour seniors dans le quartier berlinois de Lichterfelde[8]